# 네덜란드의 동성결혼

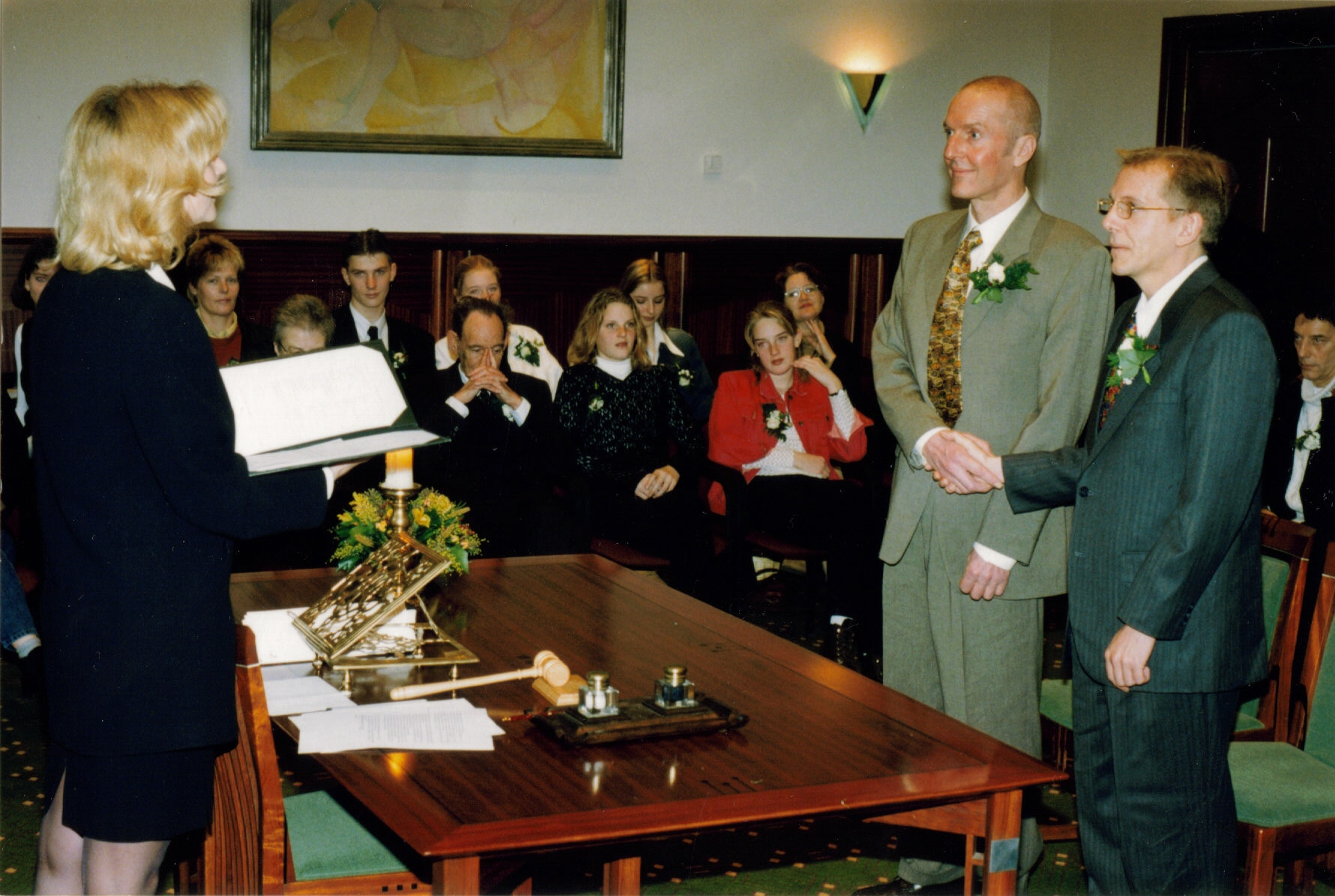

네덜란드는 2001년 4월 1일, 세계 최초로 동성결혼(Huwelijk tussen personen van gelijk geslacht)을 합법화하였다.

## 역사

### 파트너 등록제 시행
1998년 1월 1일 파트너 등록제(geregistreerd partnerschap)가 도입되었다.

### 결혼법 개정
네덜란드 성소수자 인권 운동연합에서 정부에 동성 결혼을 허용할 것을 요구하여, 1995년 국회에서 관련 특별 위원회를 설립하기로 결정하였다. 네덜란드 기민당의 반발이 있었음에도 불구하고, 1997년 특별 위원회는 파트너 등록제를 시행하기로 결정하였다. 1998년 선거에서 동성 결혼을 선거 공약에 걸었으며, 2000년 법률의 틀이 토론되었다. 네덜란드 하원의 투표에서 찬성 109표 반대 33표를 얻어 통과되었으며 2000년 12월 19일 상원은 찬성 49표 반대 26표로 통과됨으로써 동성 결혼이 허용되었다.
개정된 부분은 다음과 같다.
Een huwelijk kan worden aangegaan door twee personen van verschillend of van gelijk geslacht.
(결혼은 이성의 혹은 동성의 두 사람에 의하여 이루어질 수 있다.)

이 법은 2001년 4월 1일부터 시행되었으며, 시행 당일 4명의 커플이 네덜란드의 시장 욥 코헨의 주례로 결혼식을 올렸다.

## CAS 제도의 동성결혼
네덜란드 본토에서 개정된 결혼법은 카리브해에 있는 별개의 구성국인 아루바, 퀴라소, 신트마르턴에서는 적용되지 않는다. 하지만 2007년 4월 네덜란드 대법원에서 이들 지역에서도 개정된 결혼법이 효과가 있다는 판결을 내렸다.

## 통계
네덜란드 통계청에 따르면 동성결혼이 허용된 첫 6개월간 전체 결혼 중 동성결혼이 차지하는 비중은 3.6%로, 2,100여명의 남성과 1,700여명의 여성이 결혼하였다. 2004년 6월까지 총 6,000여건의 동성결혼이 신고되었다.
2006년 3월 네덜란드 통계청이 발표한 자료에 의하면 2001년에 신고된 동성결혼은 2,500여건, 2002년 1,800여건, 2004년 1,200여건, 2005년 1,100여건이다.
2001년부터 2011년까지 14,813쌍의 동성 커플이 결혼하였고, 이 중 7,522쌍은 여성커플, 7,291쌍은 남성커플이다. 같은 기간 동안 이성 결혼은 761,010건으로 집계되어, 전체 결혼 중 동성결혼의 비율은 1.95%이다. 또한 이들 중 7.28%인 1,078쌍의 동성부부가 이혼한 것으로 나타났다.

## 여론
2013년 5월 실시된 Ifop 여론조사에 따르면 85%의 네덜란드 유권자가 동성 결혼과 동성 부부의 입양권에 찬성하고 있다고 나타났다.

## 같이 보기
- 벨기에의 동성결혼
- 프랑스의 동성결혼
- 독일의 동성결혼
- 룩셈부르크의 동성결혼
- 영국의 동성결혼